# Expansion Draft NFL 1999
I Cleveland Browns avevano trascorso tre anni lontani dalla National Football League dopo che Art Modell trasferì l'organizzazione e i giocatori dei Browns a Baltimora, Maryland per dar vita ai Baltimore Ravens alla fine della stagione 1995. Al loro ritorno nella lega, per diventare competitivi rispetto alle altre squadra già esistenti, i Browns furono premiati con la prima scelta assoluta del Draft NFL 1999 ed ebbero la possibilità di scegliere alcuni giocatori dalle altre squadre. Queste selezioni si tennero nel Draft di espansione della National Football League del 1999, tenuto il 9 febbraio 1999. 130 giocatori non furono protetti dalle altre squadre, permettendo ai Browns di selezionarli nel draft.

## Giocatori selezionati
| Scelta | Giocatore         | Ruolo            | Squadra NFL originaria |
| ------ | ----------------- | ---------------- | ---------------------- |
| 1      | Jim Pyne          | Centro           | Detroit Lions          |
| 2      | Hurvin McCormack  | Defensive end    | Dallas Cowboys         |
| 3      | Scott Rehberg     | Offensive tackle | New England Patriots   |
| 4      | Damon Gibson      | Wide receiver    | Cincinnati Bengals     |
| 5      | Steve Gordon      | Center           | San Francisco 49ers    |
| 6      | Tarek Saleh       | Linebacker       | Carolina Panthers      |
| 7      | Jeff Buckey       | Offensive guard  | Miami Dolphins         |
| 8      | Jason Kyle        | Longsnapper      | Seattle Seahawks       |
| 9      | Rod Manuel        | Defensive end    | Pittsburgh Steelers    |
| 10     | Lenoy Jones       | Linebacker       | Tennessee Titans       |
| 11     | Tim McTyer        | Cornerback       | Philadelphia Eagles    |
| 12     | Elijah Alexander  | Linebacker       | Indianapolis Colts     |
| 13     | Pete Swanson      | Offensive tackle | Kansas City Chiefs     |
| 14     | Gerome Williams   | Safety           | San Diego Chargers     |
| 15     | Marlon Forbes     | Safety           | Chicago Bears          |
| 16     | Justin Armour     | Wide Receiver    | Denver Broncos         |
| 17     | Paul Wiggins      | Offensive tackle | Washington Redskins    |
| 18     | Duane Butler      | Safety           | Minnesota Vikings      |
| 19     | Fred Brock        | Wide receiver    | Arizona Cardinals      |
| 20     | Kory Blackwell    | Cornerback       | New York Giants        |
| 21     | Kevin Devine      | Cornerback       | Jacksonville Jaguars   |
| 22     | Raymond Jackson   | Cornerback       | Buffalo Bills          |
| 23     | Jim Bundren       | Guard            | New York Jets          |
| 24     | Ben Cavil         | Guard            | Baltimore Ravens       |
| 25     | Michael Blair     | Running back     | Green Bay Packers      |
| 26     | Antonio Anderson  | Defensive tackle | Dallas Cowboys         |
| 27     | Orlando Bobo      | Guard            | Minnesota Vikings      |
| 28     | James Williams    | Linebacker       | San Francisco 49ers    |
| 29     | Scott Milanovich  | Quarterback      | Tampa Bay Buccaneers   |
| 30     | Eric Stokes       | Safety           | Seattle Seahawks       |
| 31     | Ronald Moore      | Running back     | Miami Dolphins         |
| 32     | Clarence Williams | Running back     | Buffalo Bills          |
| 33     | Freddie Solomon   | Wide receiver    | Philadelphia Eagles    |
| 34     | Brandon Sanders   | Safety           | New York Giants        |
| 35     | Mike Thompson     | Nose tackle      | Cincinnati Bengals     |
| 36     | Jerris McPhail    | Running back     | Detroit Lions          |
| 37     | Antonio Langham   | Defensive back   | San Francisco 49ers    |